# Life of the Party - Una mamma al college
Life of the Party - Una mamma al college (Life of the Party) è un film del 2018 diretto da Ben Falcone e interpretato da Melissa McCarthy, Gillian Jacobs e Maya Rudolph.

## Trama
Deanna è una casalinga e madre di mezza età, lasciata dal marito decide di affrontare il divorzio iscrivendosi nuovamente al college, frequentando la stessa classe della figlia. Al college Deanna si lascia andare ai divertimenti della vita, recuperando le opportunità perse e scoprendo la sua identità.

## Produzione
La sceneggiatura è stata scritta da Ben Falcone, regista del film, e da Melissa McCarthy, protagonista della pellicola. Le riprese del film si sono svolte nell'estate del 2016 ad Atlanta.

## Distribuzione
Il primo trailer ufficiale è stato distribuito il 5 febbraio 2018. La pellicola è uscita nelle sale cinematografiche statunitensi l'11 maggio 2018.

## Incassi
La pellicola ha incassato 65,8 milioni di dollari, di cui 53 negli Stati Uniti.